# Daisy Roulland-Dussoix
Daisy Roulland Dussoix, nacida Daisy Dussoix (Ginebra, 9 de septiembre de 1936 - Lancy, 5 de enero de 2014) fue una bióloga molecular y microbióloga suiza, conocida por sus descubrimientos sobre restricción-modificación del ADN . Contribuyó a los descubrimientos que llevaron a Werner Arber, su director de tesis, a obtener el Premio Nobel de Medicina en 1978.

## Biografía
Obtuvo en 1958 un diploma en química y biología por la Universidad de Ginebra. Comenzó en 1959 un doctorado en el Instituto de Biofísica de la Facultad de Ciencias de la Universidad de Ginebra, bajo la dirección de Werner Arber y Eduard Kellenberger . 
Basándose en las investigaciones de Grete Kellenberger-Gujer que habían demostrado que el ADN de los bacteriófagos irradiados estaba degradado tras la inyección en un huésped, Daisy Dussoix y Werner Arber demostraron que el ADN inyectado que ha sufrido la modificación dependiendo del huésped. Estos resultados se presentaron en el congreso internacional de biofísica en 1961.   Los dos artículos que publicaron fueron la base del descubrimiento de enzimas de restricción . La hipótesis de que una enzima de la bacteria huésped corta el ADN del bacteriófago en lugares específicos y que el ADN del anfitrión está protegido por una modificación química (metilación) fue refrendada por Urs Kuhnlein, Hamilton Smith y Daniel Nathans . Se doctoró en 1964   con un trabajo sobre la degradación del ADN del bacteriófago después de la irradiación. 
En 1964, Daisy Dussoix obtuvo una beca postdoctoral de la fundación Jane Coffin Childs  en el laboratorio de Robert Lehman en la Universidad Stanford de Palo Alto, en el estado de California . 
En 1964 se casó con Daniel Roulland, chef en San Francisco, y desde entonces firmó con el apellido Roulland-Dussoix. Desde 1968 trabajó en el Departamento de Microbiología  en la Universidad de California en San Francisco (UCSF) y continuó estudiando la restricción y modificación del ADN con Herbert Boyer ,      hasta que se trasladó a la Universidad de California en Berkeley. A principio de los años 80, trabajó en el Instituto Pasteur de París, donde fue nombrada jefa del laboratorio de micoplasma en 1987, en la unidad de oncología viral de Luc Montagnier . Trabajó sobre el micobacterio y los micoplasmas, concretamente en la caracterización genética y molecular y el desarrollo de métodos de detección.      
En 1996, Daisy Roulland-Dussoix contrajo paludismo, y su salud quedó afectada por las secuelas neurológicas. En 2006, tras la muerte de su marido, fue trasladada a Ginebra, donde murió . 
Fue la principal colaboradora de Werner Arber en 1960-1964 Publicaron artículos sobre fenómenos de restricción-modificación controlados por huéspedes específicos que sentaron las bases para el descubrimiento de las enzimas de restricción . Estos descubrimientos contribuyeron al otorgamiento del Premio Nobel de Medicina o Fisiología de 1978 a Werner Arber .
Contribuyó como coautora a un artículo publicado en 1978, por el grupo ganador del premio Nobel Harold Elliot Varmus y J. Michael Bishop, que demuestra que el ARN del virus del sarcoma aviario src está presente en las células no infectadas.  Harold Varmus y J. Michael Bishop recibieron el Premio Nobel de Medicina o Fisiología en 1989 gracias a su descubrimiento sobre «el origen celular de los oncogenes retrovirales». 
En el año 2006, tras el deceso de la genetista Esther Lederberg, el microbiólogo Stanley Falkow pronunció un discurso de elogio,  donde mencionaba Daisy Roulland-Dussoix como una de las tres mujeres (junto con Esther Lederberg y Martha Cowles Chase ) que participó en los equipos ( Joshua Lederberg, Alfred Hershey, y Werner Arber ) fueron reconocidos y recompensados con el premio Nobel . 
Daisy Roulland-Dussoix también se menciona en el sitio web de Esther Lederberg  entre las mujeres que durante milenios han combatido la discriminación de género para afirmar sus capacidades profesionales y obtener resultados importantes, a pesar de los estereotipos de la sociedad y las enseñanzas de su familia y de su religión.